# Soufflenheim
Soufflenheim (prononcer [suflənaim] ; en alsacien « Süfflum », anciennement Sufflenheim) est une commune française située dans la circonscription administrative du Bas-Rhin et, depuis le 1er janvier 2021, dans le territoire de la Collectivité européenne d'Alsace, en région Grand Est, réputée pour son artisanat de poterie vernissée et la fabrication de produits réfractaires. L'argile y serait extraite et travaillée depuis l'âge du bronze, mais c'est seulement « au XIIe siècle que l'empereur germanique Frédéric Barberousse attribue aux résidents le droit perpétuel de tirer la glaise de la forêt de Haguenau ». On l'appelle aussi la cité des Potiers ou Töpferstadt en alsacien.
Cette commune se trouve dans la région historique et culturelle d'Alsace.
Ses habitants sont appelés les Soufflenheimoises et Soufflenheimois.

## Toponymie
Les terminaisons en « heim » désignent des fondations franques, donc postérieures aux premiers villages créés par les Alamans. « Heim » signifie hameau en français ou rassemblement de maisons, qui vient de l’alémanique « hüs », qui a donné « haus », la maison en allemand.

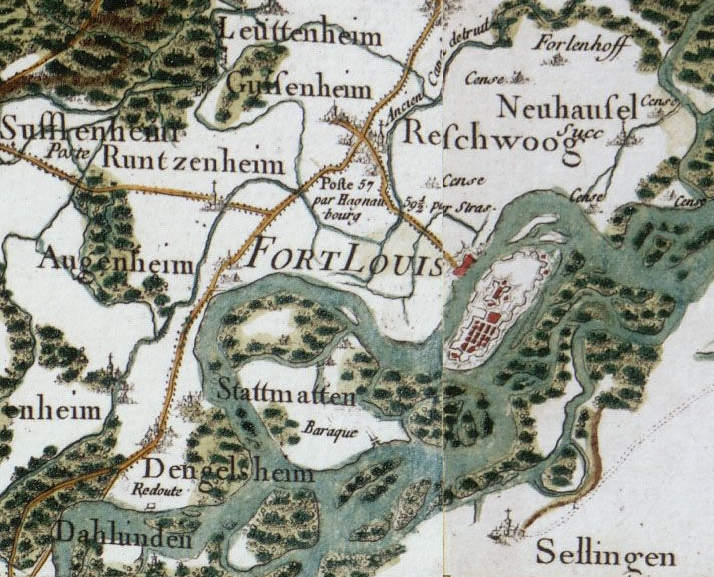
Anciennement Sufflenheim d'après la carte de Cassini.

## Géographie
L'agglomération de Soufflenheim est située en plaine d'Alsace sur le rebord d'une terrasse marquant la limite du lit majeur du Rhin. Le choix de cet emplacement permettait de mettre le village à l'abri des inondations de la plaine rhénane. Ce risque n'est plus d'actualité depuis la canalisation du fleuve. Soufflenheim est entourée de l'ouest au nord-est par l'épaisse forêt de Haguenau. Deux rivières traversent le village : l'Eberbach et le Fallgraben.
| Haguenau     |              |            |
| Schirrhoffen | Soufflenheim | Sessenheim |
| Schirrhein   | Drusenheim   |            |

### Hydrographie

#### Réseau hydrographique
La commune est dans le bassin versant du Rhin au sein du bassin Rhin-Meuse. Elle est drainée par le ruisseau l'Eberbach, le ruisseau le Fallgraben et le ruisseau Landgraben,.
L'Eberbach, d'une longueur de 44 km, prend sa source dans la commune de Gundershoffen et se jette  dans la Sauer à Forstfeld, après avoir traversé 14 communes. Les caractéristiques hydrologiques de l'Eberbach sont données par la station hydrologique située sur la commune de Leutenheim. Le débit moyen mensuel est de 0,868 m3/s. Le débit moyen journalier maximum est de 15,2 m3/s, atteint lors de la crue du 15 février 2005. Le débit instantané maximal est quant à lui de 16,7 m3/s, atteint le 14 février 2005.
Le Fallgraben, d'une longueur de 14 km, prend sa source dans la commune de Oberhoffen-sur-Moder et se jette  dans l'Eberbach sur la commune, après avoir traversé cinq communes. 

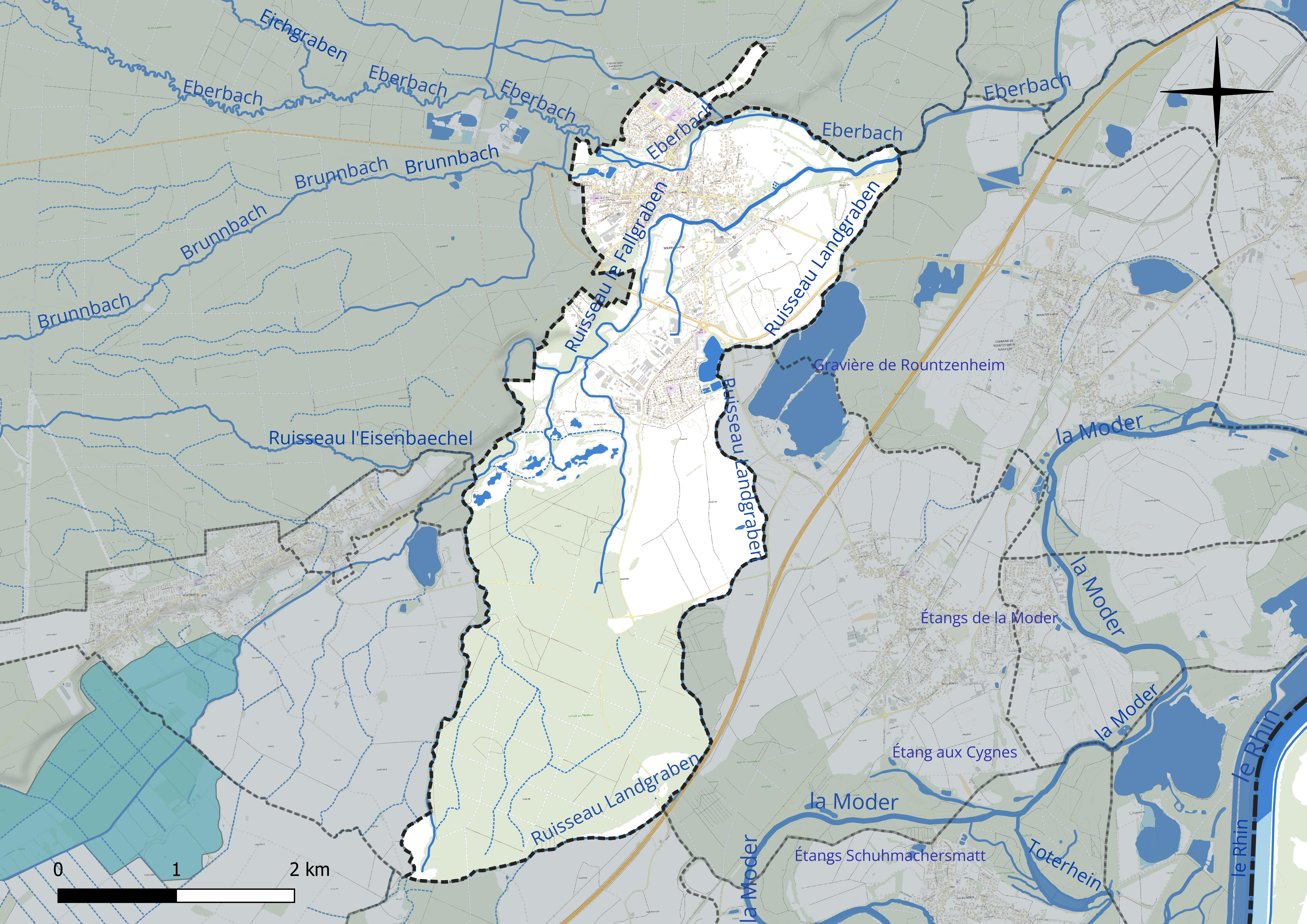
Réseau hydrographique de Soufflenheim.

#### Gestion et qualité des eaux
Le territoire communal est couvert par le schéma d'aménagement et de gestion des eaux (SAGE) « Ill Nappe Rhin ». Ce document de planification concerne la nappe phréatique rhénane, les cours d'eau de la plaine d'Alsace et du piémont oriental du Sundgau, les canaux situés entre l'Ill et le Rhin et les zones humides de la plaine d'Alsace. Le périmètre s’étend sur 3 596 km2. Il a été approuvé le 17 janvier 2005. La structure porteuse de l'élaboration et de la mise en œuvre est la région Grand Est. 
La qualité des cours d’eau peut être consultée sur un site dédié géré par les agences de l’eau et l’Agence française pour la biodiversité. 

### Climat
Pour des articles plus généraux, voir Climat du Grand Est et Climat du Bas-Rhin.
En 2010, le climat de la commune est de type climat des marges montargnardes, selon une étude du Centre national de la recherche scientifique s'appuyant sur une série de données couvrant la période 1971-2000. En 2020, Météo-France publie une typologie des climats de la France métropolitaine dans laquelle la commune est exposée à un climat semi-continental et est dans la région climatique  Alsace, caractérisée par une pluviométrie faible, particulièrement en automne et en hiver, un été chaud et bien ensoleillé, une humidité de l’air basse au printemps et en été, des vents faibles et des brouillards fréquents en automne (25 à 30 jours). 
Pour la période 1971-2000, la température annuelle moyenne est de 10,8 °C, avec une amplitude thermique annuelle de 17,9 °C. Le cumul annuel moyen de précipitations est de 832 mm, avec 10,5 jours de précipitations en janvier et 10 jours en juillet. Pour la période 1991-2020, la température moyenne annuelle observée sur la station météorologique de Météo-France la plus proche, « Preuschdorf », sur la commune de Preuschdorf à 18 km à vol d'oiseau, est de 11,3 °C et le cumul annuel moyen de précipitations est de 834,2 mm. 
La température maximale relevée sur cette station est de 39,8 °C, atteinte le 4 juillet 2015 ; la température minimale est de −19,9 °C, atteinte le 8 janvier 1985,,. 
Les paramètres climatiques de la commune ont été estimés pour le milieu du siècle (2041-2070) selon différents scénarios d'émission de gaz à effet de serre à partir des nouvelles projections climatiques de référence DRIAS-2020. Ils sont consultables sur un site dédié publié par Météo-France en novembre 2022.

## Urbanisme

### Typologie
Au 1er janvier 2024, Soufflenheim est catégorisée bourg rural, selon la nouvelle grille communale de densité à sept niveaux définie par l'Insee en 2022.
Elle appartient à l'unité urbaine de Soufflenheim, une unité urbaine monocommunale constituant une ville isolée,. La commune est en outre hors attraction des villes,.

### Occupation des sols
L'occupation des sols de la commune, telle qu'elle ressort de la base de données européenne d’occupation biophysique des sols Corine Land Cover (CLC), est marquée par l'importance des forêts et milieux semi-naturels (46,2 % en 2018), une proportion identique à celle de 1990 (46,2 %). La répartition détaillée en 2018 est la suivante : forêts (46,2 %), zones agricoles hétérogènes (16,3 %), terres arables (14 %), zones urbanisées (11 %), espaces verts artificialisés, non agricoles (7,5 %), zones industrielles ou commerciales et réseaux de communication (4,7 %), eaux continentales (0,3 %). L'évolution de l’occupation des sols de la commune et de ses infrastructures peut être observée sur les différentes représentations cartographiques du territoire : la carte de Cassini (XVIIIe siècle), la carte d'état-major (1820-1866) et les cartes ou photos aériennes de l'IGN pour la période actuelle (1950 à aujourd'hui).

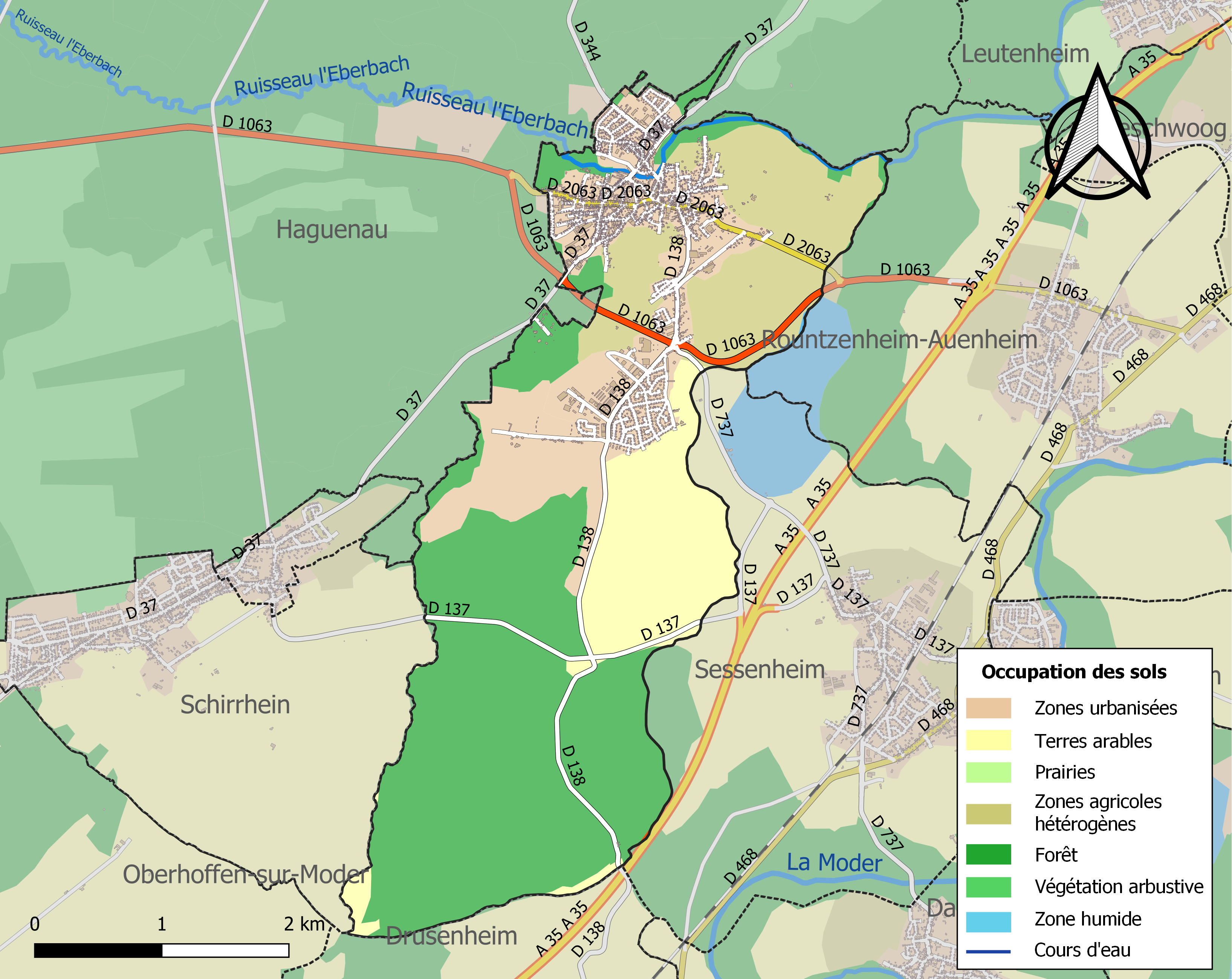
Carte des infrastructures et de l'occupation des sols de la commune en 2018 (CLC).

### Transports
À partir de 1895, Soufflenheim se trouvait connectée par la ligne de chemin de fer de Haguenau à Rœschwoog et frontière. Le service voyageurs est suspendu environ 1938, le trafic marchandises le 2 juin 1991.
Le village est desservié aujoud'hui par les autocars Fluo 67 (ancien Réseau 67), ligne 330 (Haguenau – Soufflenheim – Seltz) assurant quelques allers/retours par jour en semaine. Depuis fin 2022, Soufflenheim est desservié aussi par la ligne 231 (Soufflenheim – Rastatt) du réseau allemand KVV (de), assurant une liaision toutes les heures (toutes les deux heures les dimanches et jours feriés). Les tarifs français et allemands sont valables à l'intégralité dans la ligne.

## Histoire
Soufflenheim est célèbre dès l'Antiquité pour la terre argileuse qu'on y extrait et qui sert à façonner des poteries.

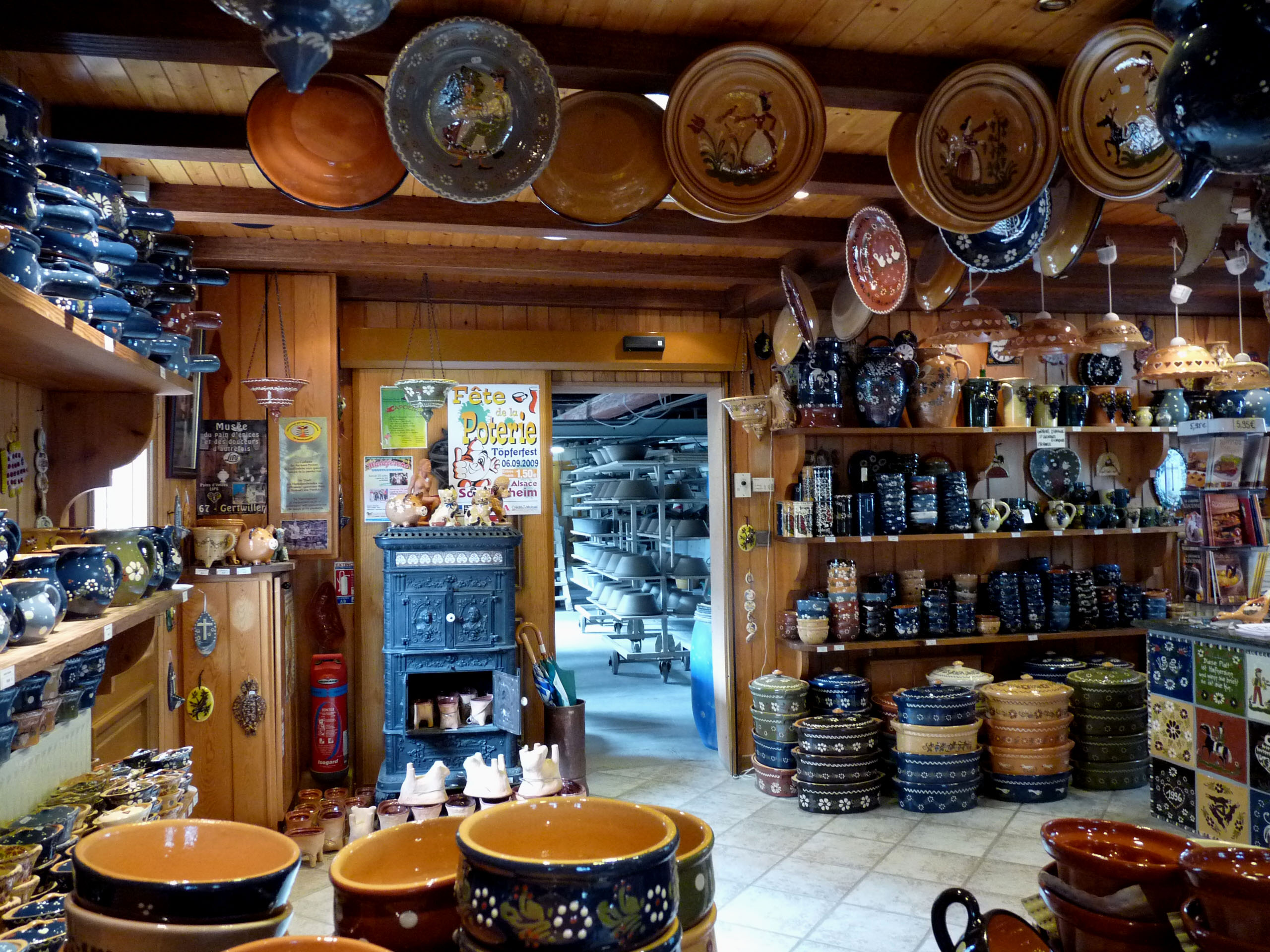
Atelier de poterie.

Les premières traces d'activité remontent à 200 av. J.-C., mais l'existence de potiers dans le village n'est signalée qu'à partir de 1142, époque à laquelle Soufflenheim fait partie (avec le reste de l'Alsace) du Saint-Empire romain germanique. Le développement de la poterie est encouragé par l'empereur Frédéric Barberousse qui accorde à la guilde locale des potiers le privilège d'extraire gratuitement la glaise de la forêt de Haguenau.
1744 : Combat de Suffelsheim durant la guerre de Succession d'Autriche.
De prestigieuses dynasties de céramistes se développent qui vont marquer deux siècles d'artisanat à Soufflenheim, comme les Céramiques Elchinger (1834-2016) ou les Siegfried (1811-2019). L'artisanat de poterie était très prospère jusque dans les années 1970, on comptait alors une trentaine de potiers qui employait 1 500 personnes. Malgré des innovations permanentes (Art nouveau, Art déco, modèle moderne) ou au contraire la volonté de conserver la tradition alsacienne, des entreprises ont dû fermer à partir des années 2000 avec les changements de mode de consommation et la concurrence étrangère asiatique.
Avec le retour à l'authenticité du travail artisanal, le village est une étape incontournable pour les touristes qui visitent l'Alsace du Nord et peuvent rencontrer les treize artisans (les familles Beck depuis 1750, Ernewein-Haas, Friedmann depuis 1802, Graessel depuis 1984, Hausswirth depuis 1979, Lehmann depuis 1888, Ludwig depuis 1871, Remmy depuis 1820, Siegfried-Burger depuis 1842, Streissel, Wehrling depuis les années 1980), qui produisent des plats, des bols, des tasses, des objets décoratifs ainsi que des ustensiles surtout destinés à la cuisson de recettes traditionnelles alsaciennes (coq au riesling, baeckeoffe, kougelhopf, Osterlammele), les terrines et moules de Soufflenheim.
Pour protéger et valoriser ce savoir-faire, une indication géographique protégée, gage de qualité, sera mise en place pour les potiers de Soufflenheim et de Betschdorf à la fin de l'année 2019. Cette qualité est déjà reconnue puisque l'on dit d'une terrine à baeckeoffe en Alsace et en Lorraine, "c'est du Soufflenheim".
Cette activité a aussi eu une version industrielle de fourniture de briques réfractaire pour garnir les fours de l'industrie (fonderie, ciment, chaux, verre, et incinération. L'usine a fonctionné jusqu'au début du siècle. Elle appartenait alors au groupe RHI, devenu depuis RHImagnésita. Elle a permis de donner du travail à nombre d'habitants et avait développé une réelle expertise liée aux qualités d'argile des carrières.

### Héraldique
| Blason de Soufflenheim | Blason  | De gueules à saint Michel Archange terrassant le dragon, armé de sa lance, le tout d'or. |
| Blason de Soufflenheim | Détails | Le statut officiel du blason reste à déterminer.                                         |

## Archéologie
Une tombe princière, découverte en 1950 au sud-est du village, date probablement de la deuxième partie du Ve siècle av. J.-C.

### Liste des maires

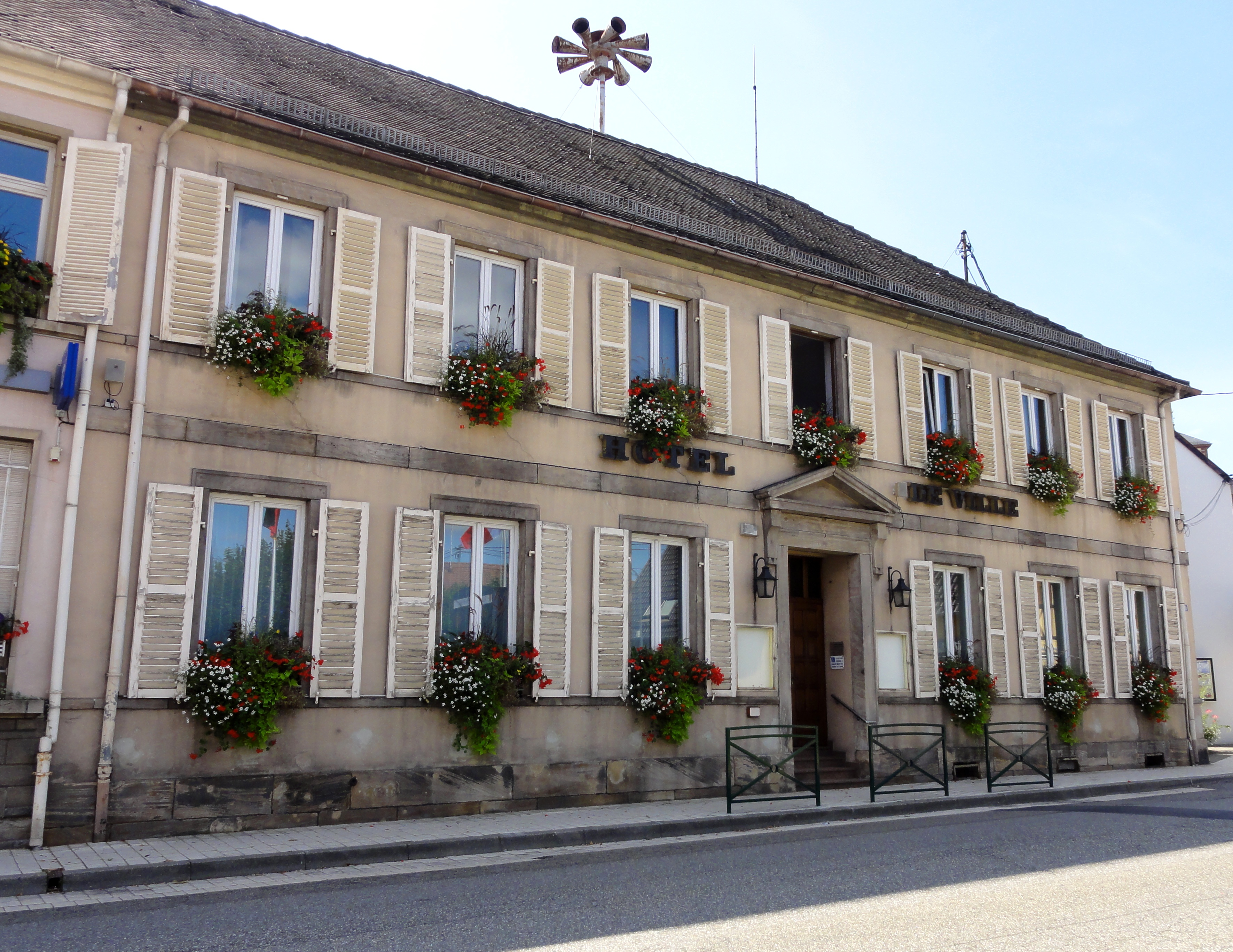
Mairie de Soufflenheim.

## Politique et administration

### Jumelages
- Ambazac (France) ;
- Kandern (Allemagne).

## Démographie
L'évolution du nombre d'habitants est connue à travers les recensements de la population effectués dans la commune depuis 1793. Pour les communes de moins de 10 000 habitants, une enquête de recensement portant sur toute la population est réalisée tous les cinq ans, les populations de référence des années intermédiaires étant quant à elles estimées par interpolation ou extrapolation. Pour la commune, le premier recensement exhaustif entrant dans le cadre du nouveau dispositif a été réalisé en 2005.

En 2022, la commune comptait 4 775 habitants, en évolution de −2,75 % par rapport à 2016 (Bas-Rhin : +3,17 %, France hors Mayotte : +2,11 %).
| 1793  | 1800  | 1806  | 1821  | 1831  | 1836  | 1841  | 1846  | 1851  |
| ----- | ----- | ----- | ----- | ----- | ----- | ----- | ----- | ----- |
| 1 110 | 1 549 | 1 923 | 2 637 | 2 982 | 2 964 | 2 886 | 3 048 | 3 080 |

| 1856  | 1861  | 1866  | 1871  | 1875  | 1880  | 1885  | 1890  | 1895  |
| ----- | ----- | ----- | ----- | ----- | ----- | ----- | ----- | ----- |
| 2 627 | 2 883 | 3 038 | 2 954 | 3 014 | 3 101 | 3 158 | 3 148 | 3 240 |

| 1900  | 1905  | 1910  | 1921  | 1926  | 1931  | 1936  | 1946  | 1954  |
| ----- | ----- | ----- | ----- | ----- | ----- | ----- | ----- | ----- |
| 3 082 | 3 261 | 3 162 | 3 244 | 3 287 | 3 291 | 3 471 | 3 374 | 3 622 |

| 1962  | 1968  | 1975  | 1982  | 1990  | 1999  | 2005  | 2006  | 2010  |
| ----- | ----- | ----- | ----- | ----- | ----- | ----- | ----- | ----- |
| 3 868 | 4 027 | 4 281 | 4 462 | 4 269 | 4 400 | 4 570 | 4 656 | 4 918 |

| 2015  | 2020  | 2022  | - | - | - | - | - | - |
| ----- | ----- | ----- | - | - | - | - | - | - |
| 4 943 | 4 796 | 4 775 | - | - | - | - | - | - |

## Enseignement
- Deux écoles maternelles :
  - École maternelle Charles-Perrault,
  - École maternelle Jacques-Prévert ;
- Une école élémentaire :
  - École élémentaire Louis-Cazeaux ;
- Un collège :
  - Collège Albert-Camus.

## Lieux et monuments

### L’église Saint-Michel

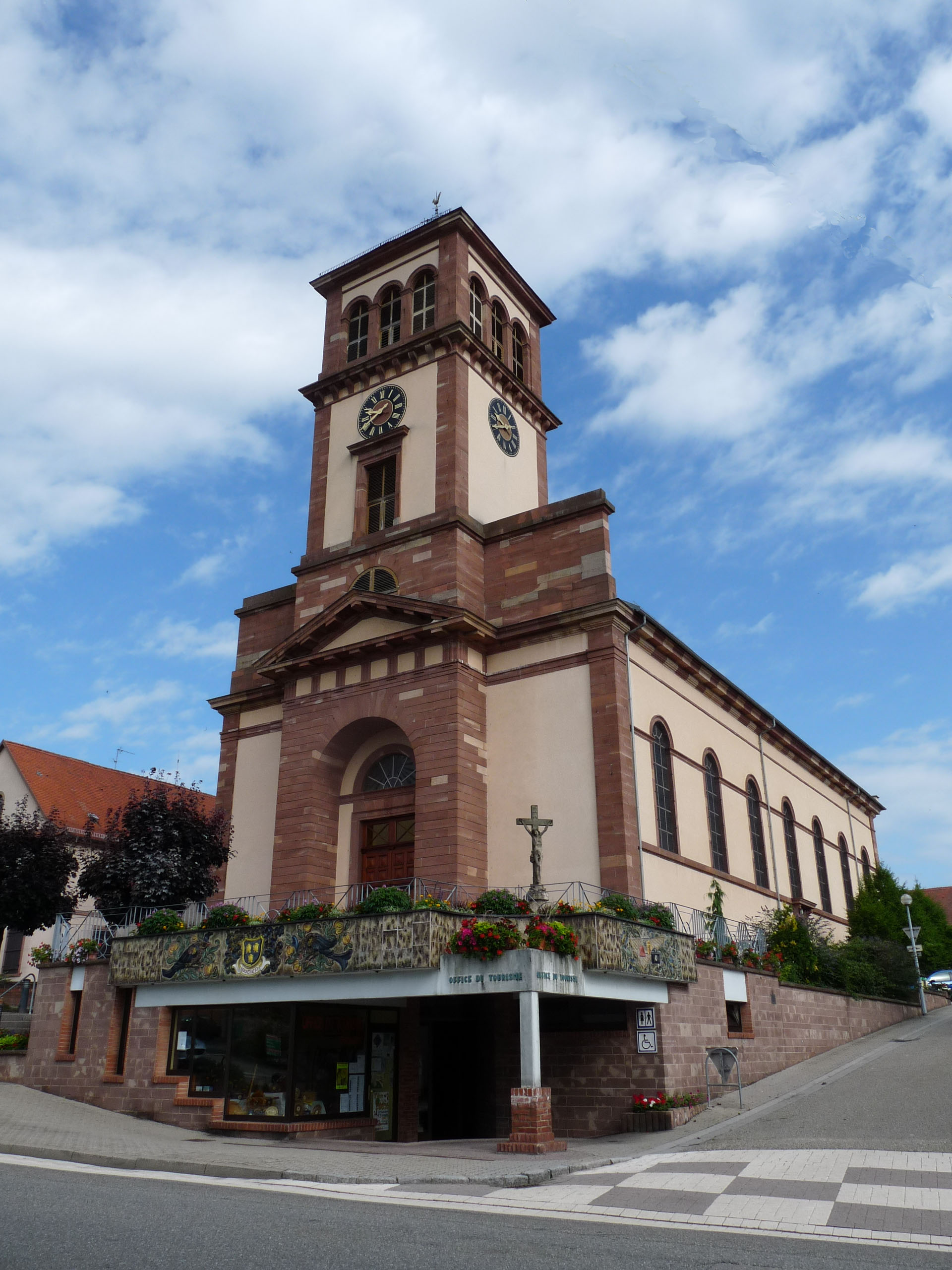
L’office du tourisme, au pied de l'église.

L´église paroissiale de style néo-classique a été érigée entre 1826 et 1830 par l'architecte François Reiner. Elle fut consacrée le 2 octobre 1831. L'ancienne église se situait sur l'Oelberg à côté du presbytère et ne fut détruite qu'après la construction de la nouvelle. L'église a été sévèrement endommagée en 1943 lors d'un bombardement aérien allié qui visait une batterie de DCA allemande à l'est du village (destruction du plafond et des peintures murales).

### La Sainte Cène

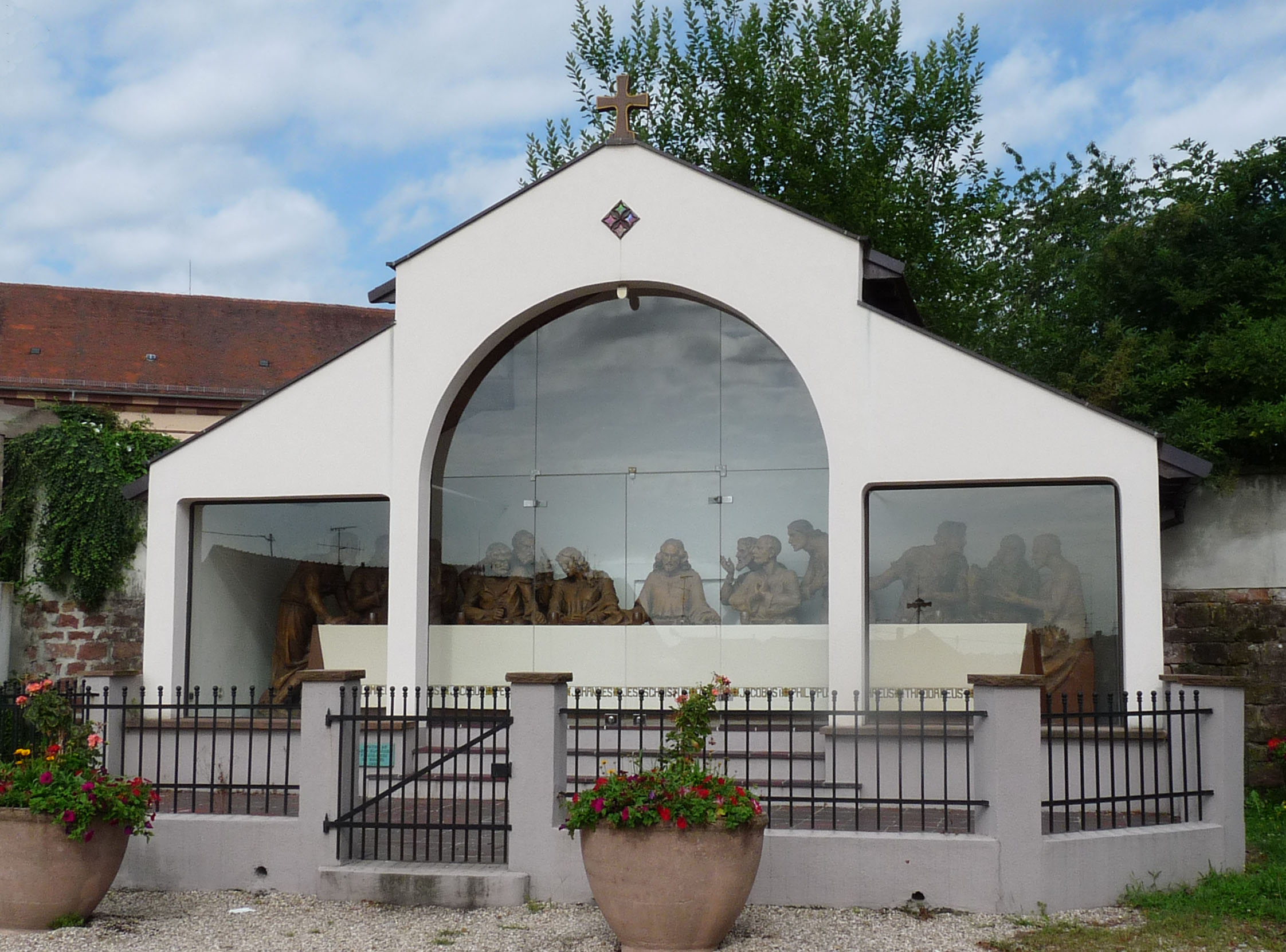
La Sainte Cène.

Sur l'Oelberg, des personnages grandeur nature reproduisent le célèbre tableau de Léonard de Vinci, La Cène. En terre chamottée, ils ont été réalisés en 1932 par Léon Elchinger et Fernand Elchinger, ainsi que Charles Burger. Les travaux de rénovation entrepris avec l'Association Paul-Messner se sont achevés en 2005.

### L'Oelberg
L'Oelberg (le mont des Oliviers) est un ancien cimetière fortifié où était érigée une église jusqu'en 1831. Depuis 1959, le monument aux morts de la commune durant les deux guerres mondiales est adossé au mur. Le mur de soutènement est composé de blocs de grès dont certains portent des signes taillés dans la pierre. En 2008, des travaux massifs de réhabilitation du mur de soutènement ont permis la découverte de tombes plus anciennes.

### Statue de Jeanne d'Arc d'Alfred Marzolff

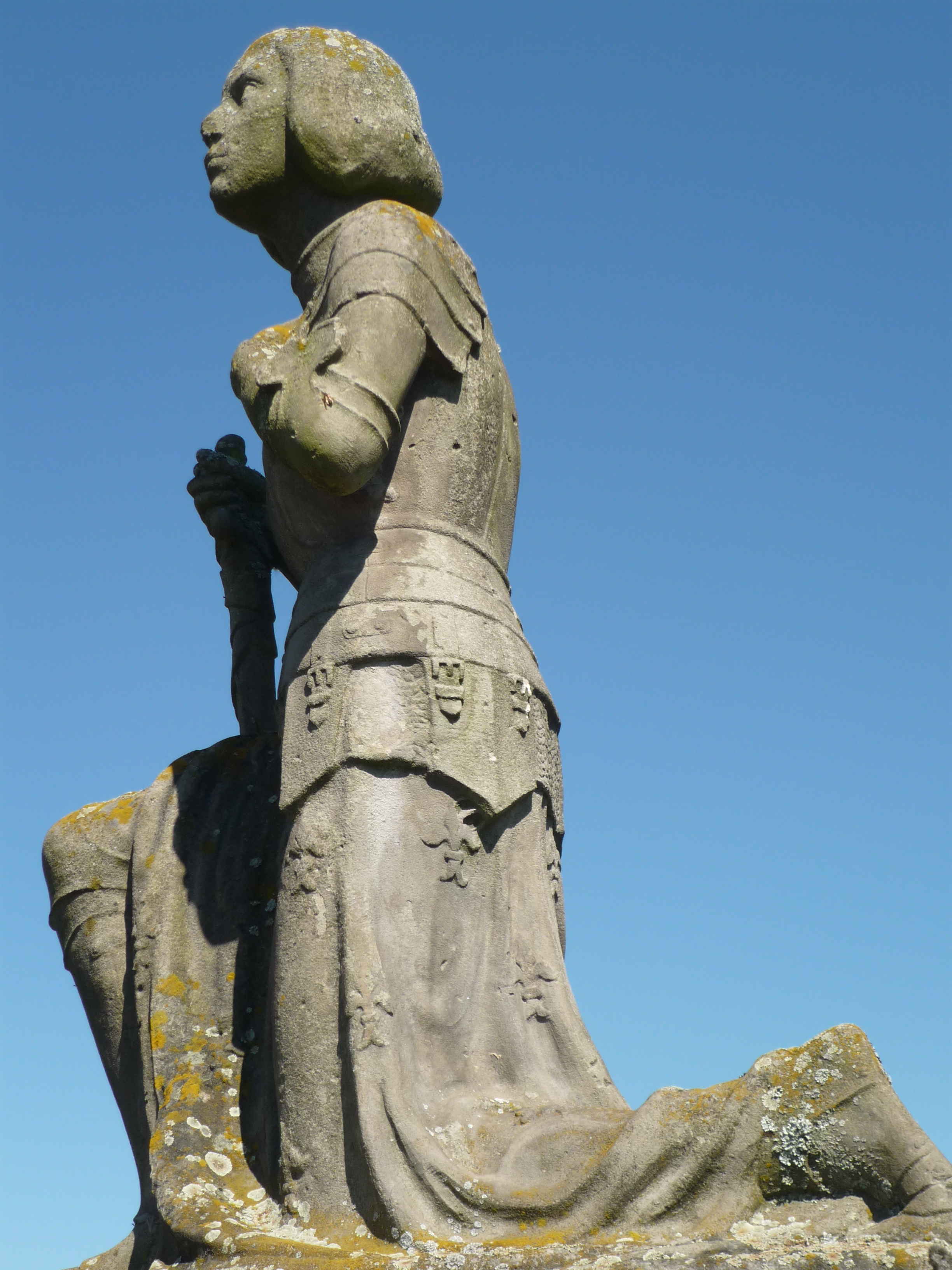
Statue de Jeanne d'Arc d'A. Marzolff.

La statue de Jeanne d'Arc d'Alfred Marzolff (1867-1936) sculpteur habitant Rountzenheim et auteur de nombreuses statues sur des monuments aux morts de la région. La statue de Jeanne d'Arc date de 1928 et était destinée au monument de la guerre 1914-1918. La statue a été mutilée par les nazis en 1940. Le sculpteur Alfred Marzolff est célèbre pour les quatre sculptures des Viermännerbrücke (Pont des Quatre hommes), deux pêcheurs, un haleur et un pelleteur du pont de la Forêt-Noire reliant le port du Rhin à la gare (aujourd'hui pont Kennedy) à Strasbourg.

### Autres bâtiments

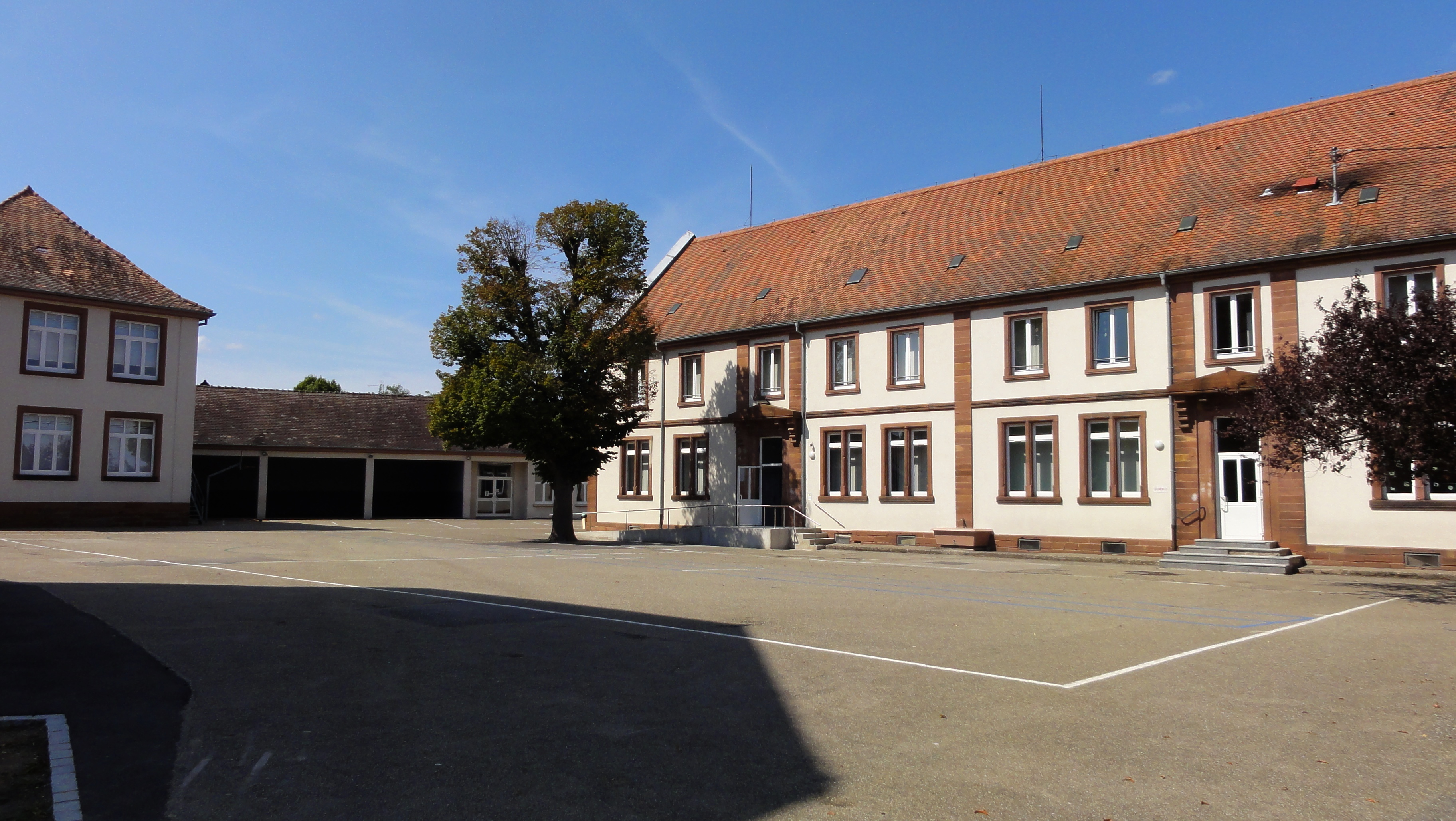
École (1835), Grand'Rue.
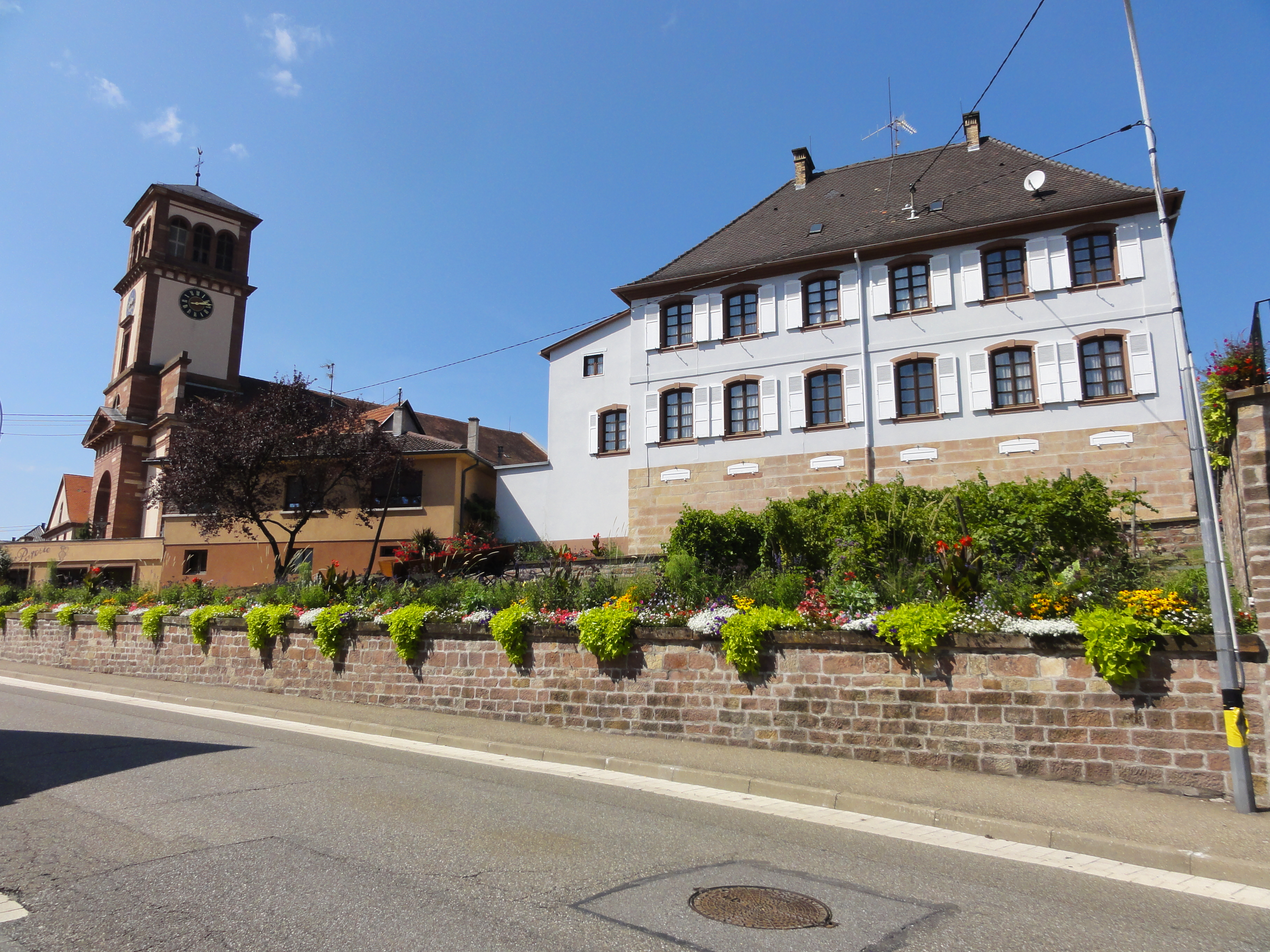
Presbytère (1781), 4 rue du Mont-de-l'Église.
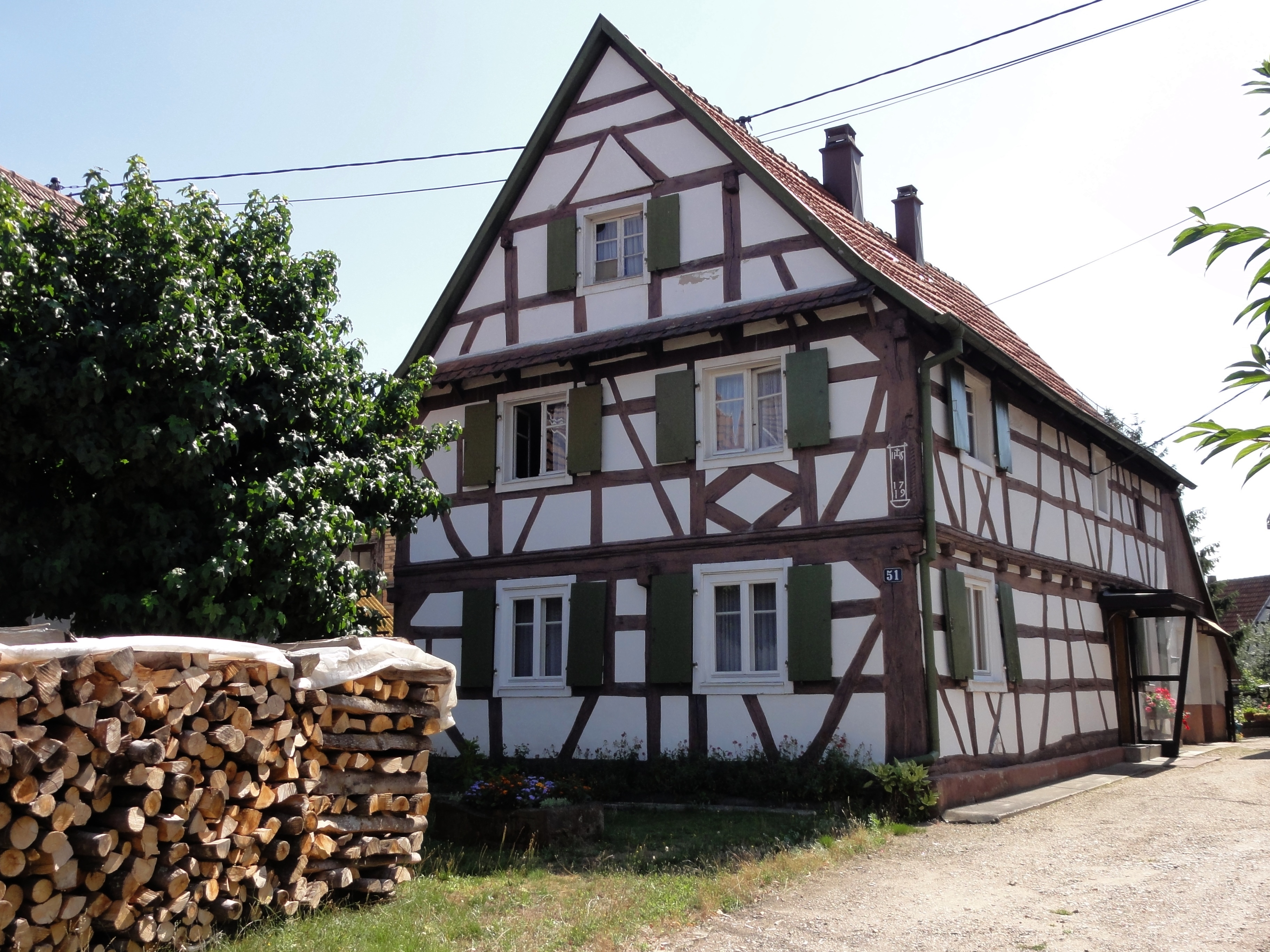
Maison (1719), 51 Grand'Rue.
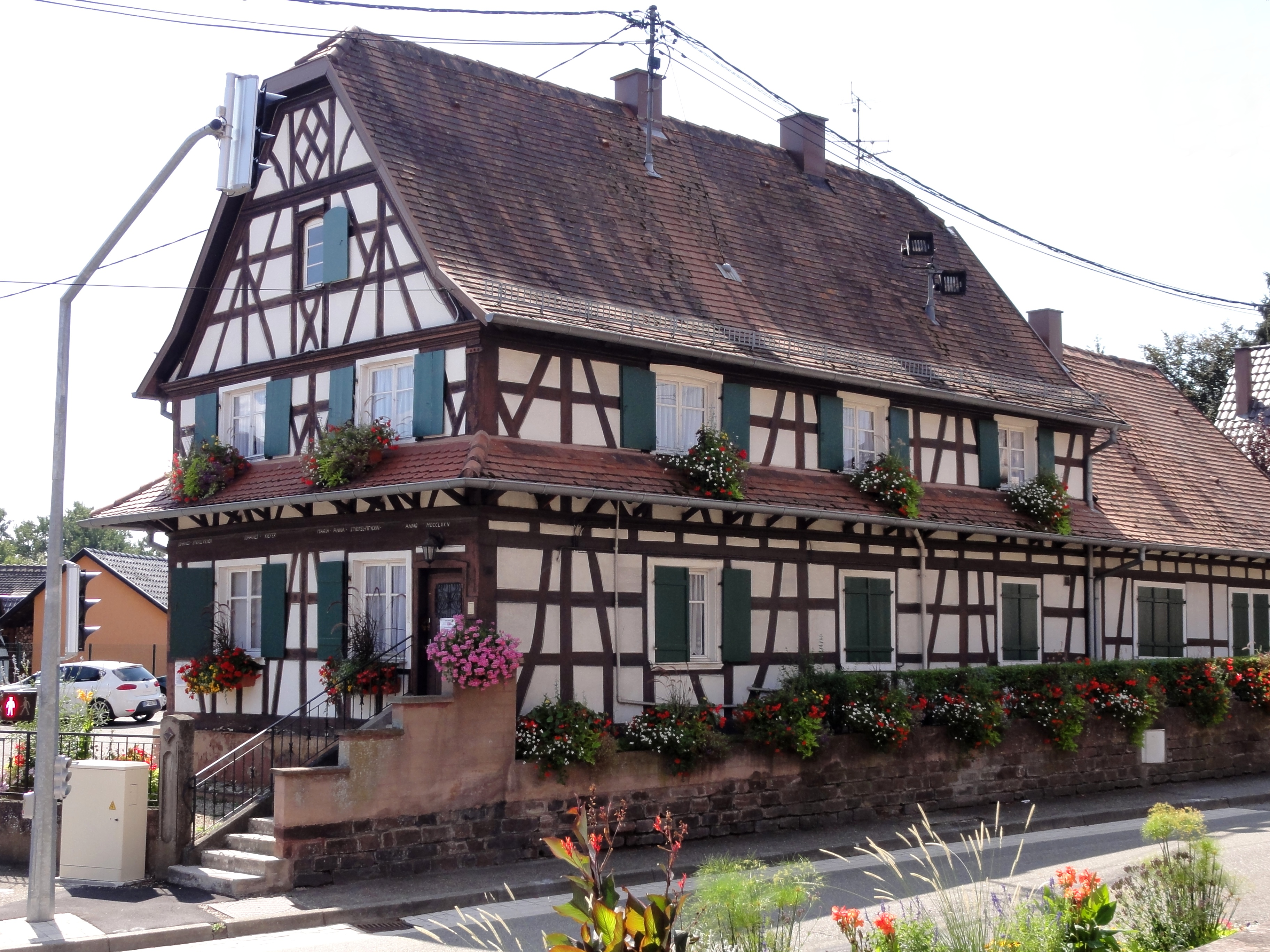
Maison (1775), 35 Grand'Rue.
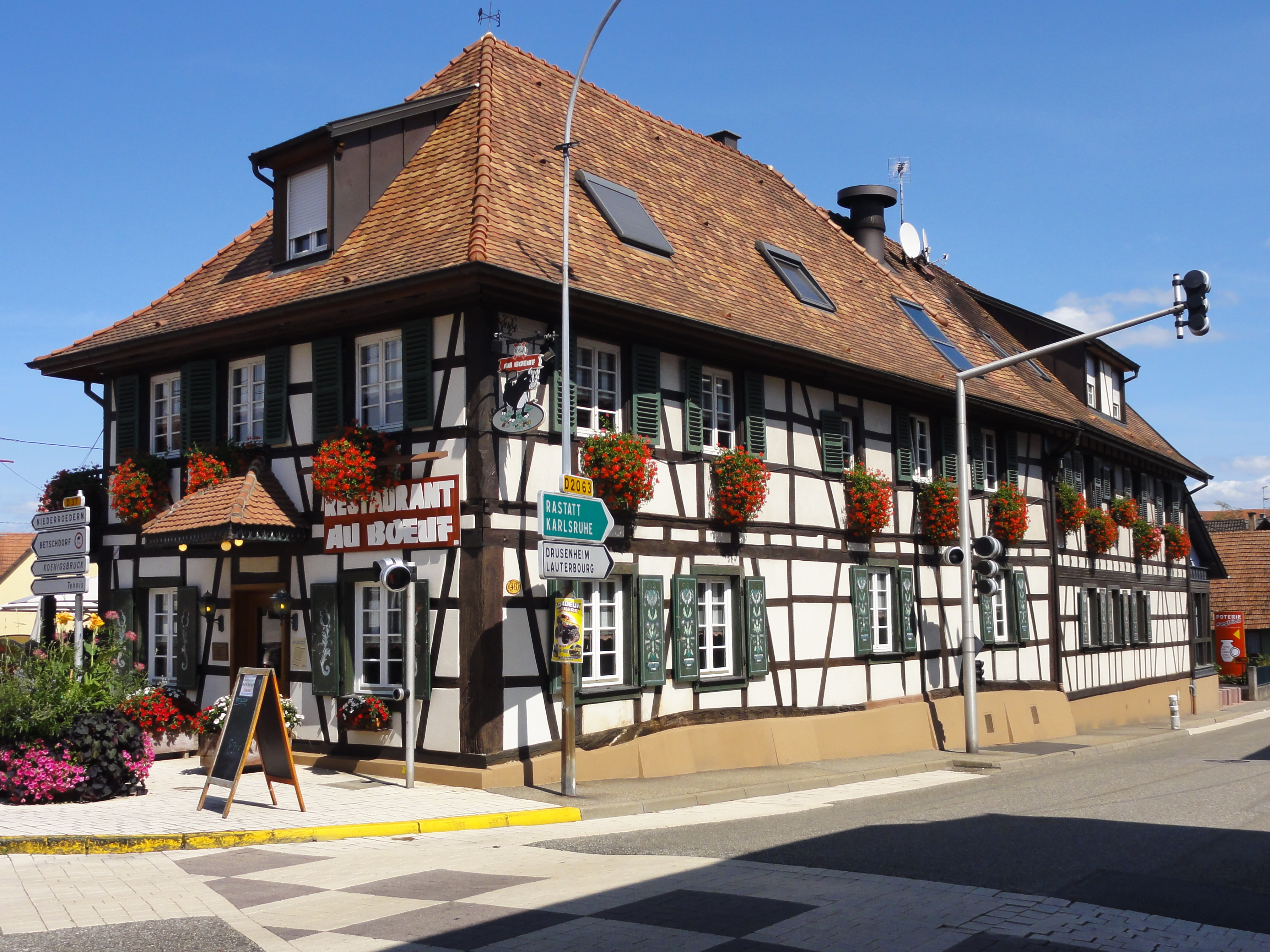
Restaurant « Au Bœuf » (XVIIIe-XIXe), 48 Grand'Rue.
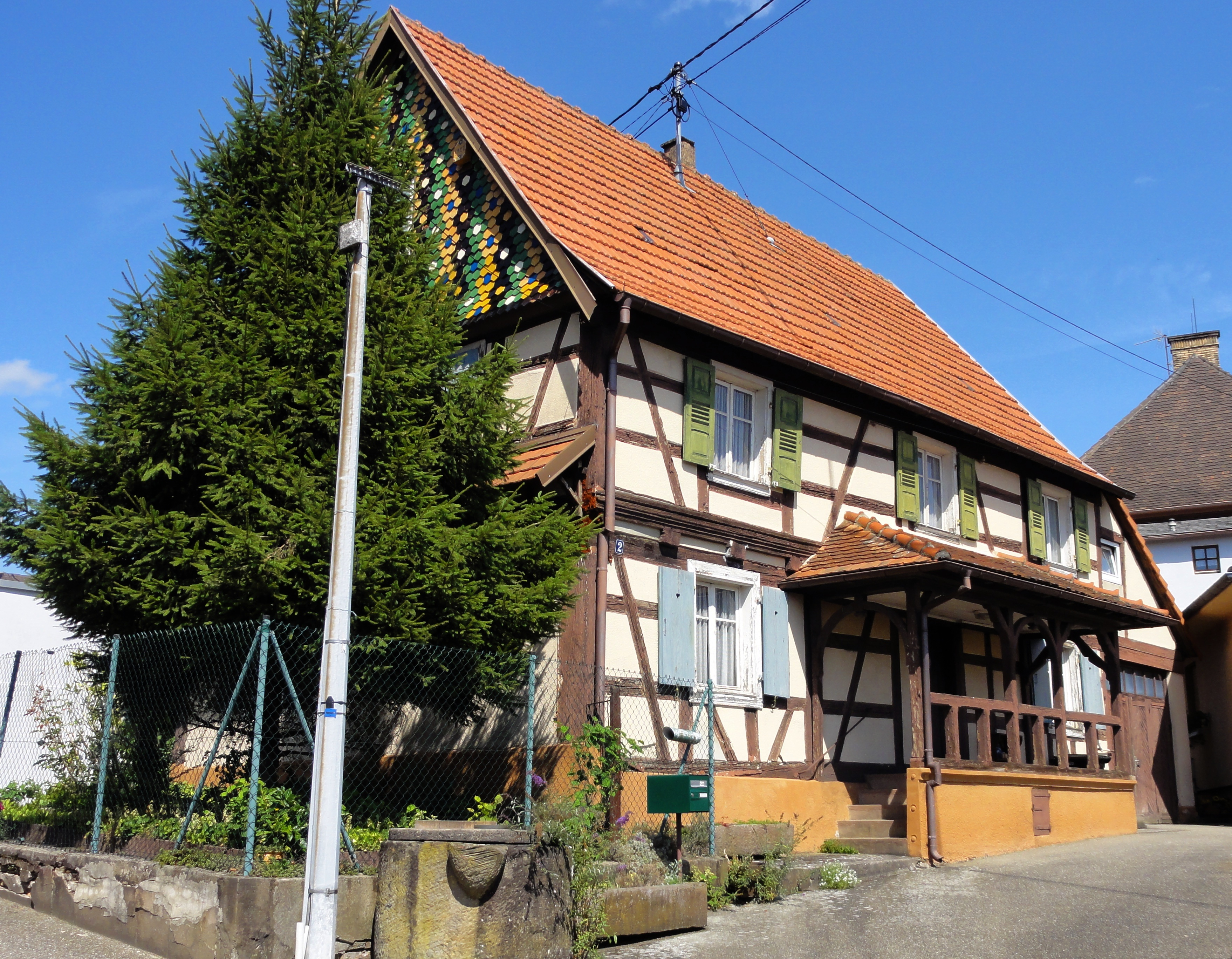
Maison (XVIIIe-XIXe), 2 rue du Mont-de-l'Église.
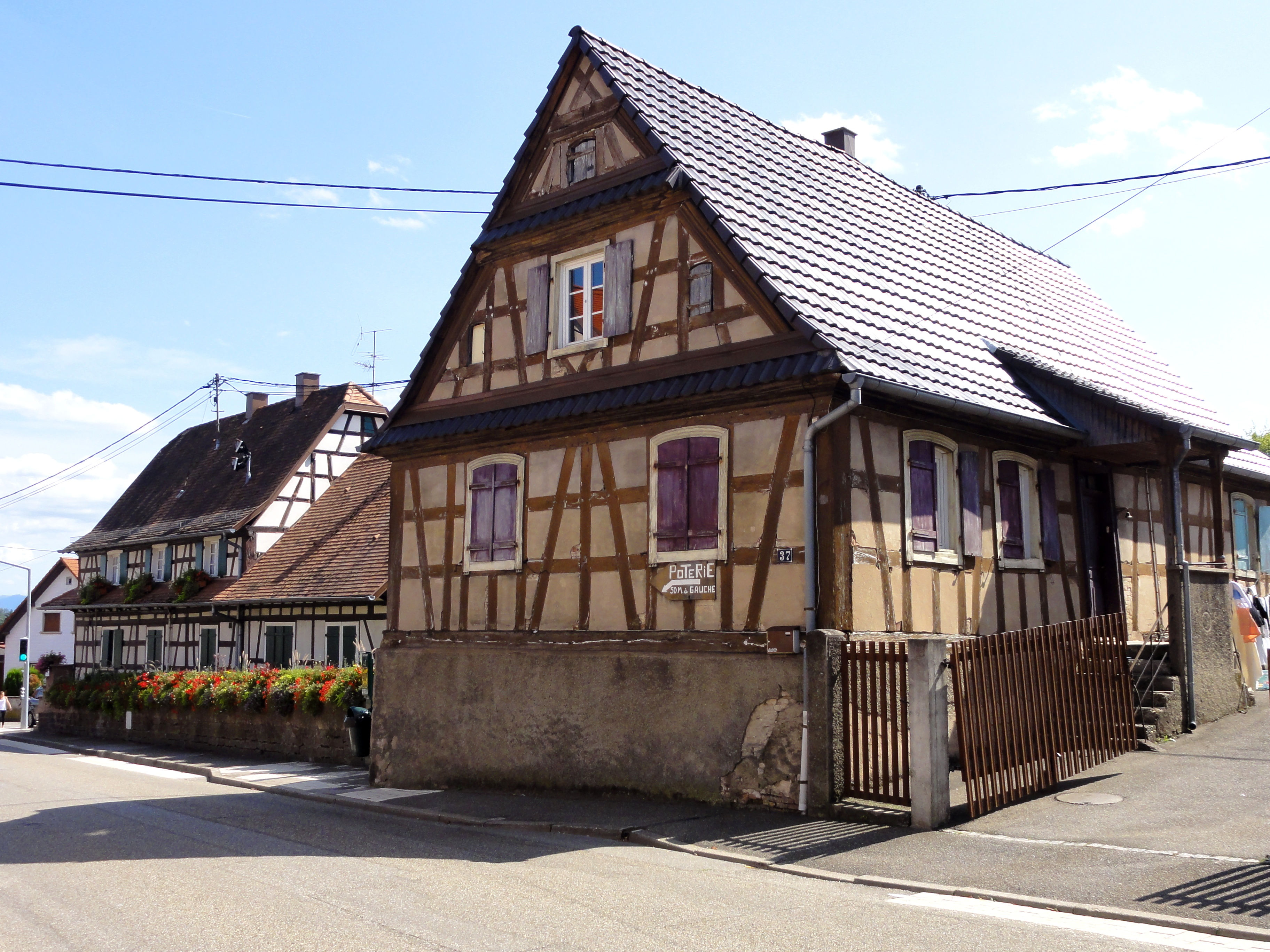
Maison (1801), 37 Grand'Rue.
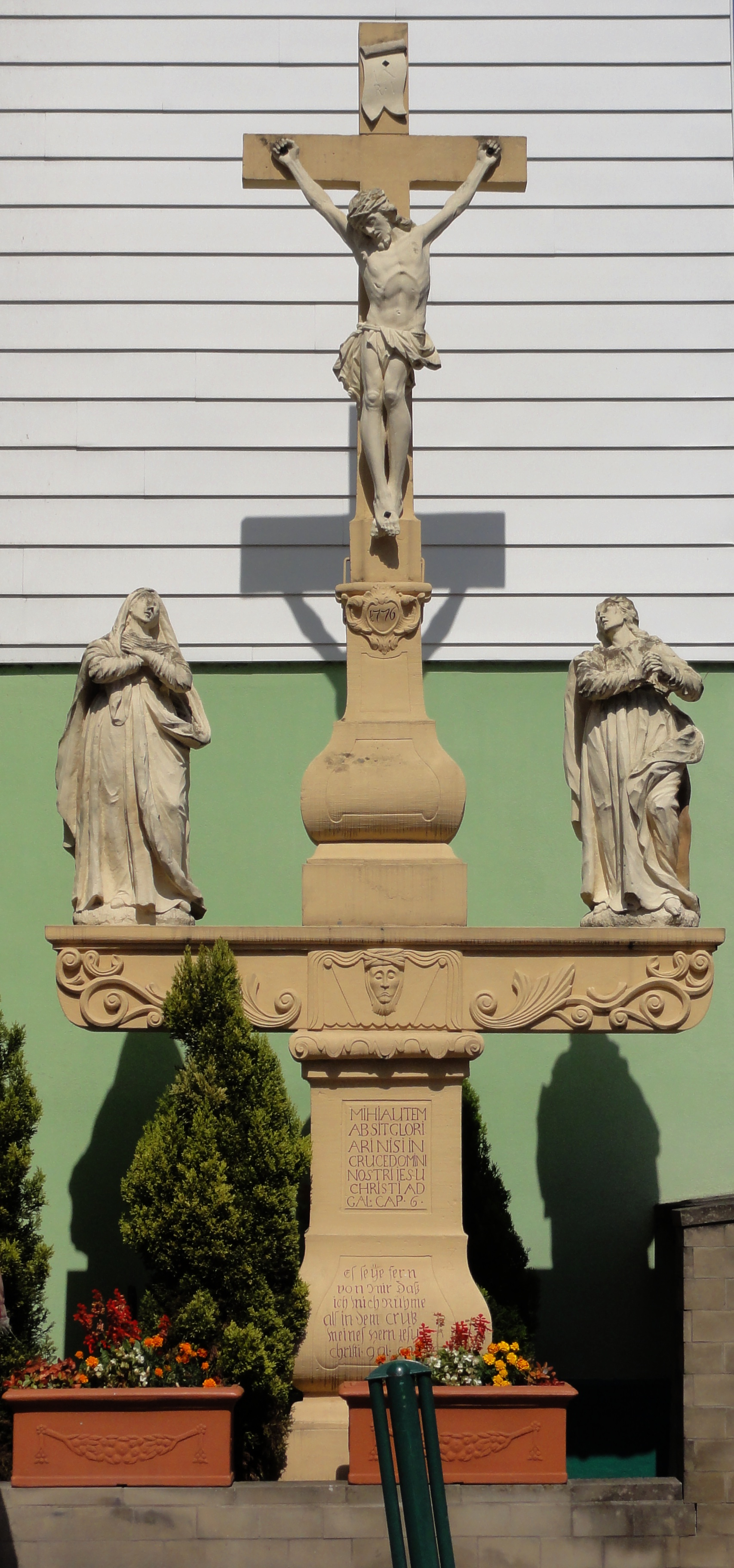
Calvaire (1776), Grand'Rue.

## Événements

### Fête de la poterie
Traditionnellement, la Fête de la poterie a lieu tous les premiers dimanches de septembre des années impaires, de 9 h à 18 h.
Au programme : portes ouvertes dans les ateliers de poterie, stands de poteries artisanales locales et d'autres régions de France, stands d'artisanats divers. Animations folkloriques et musicales sur podium, buvettes et restauration.

### Sainte-Lucie
Les potiers de Soufflenheim mettent à l’honneur sainte Lucie, dont la sainteté, associée à la lumière, est masquée derrière le Christkindel.
Au programme : animations dans leurs ateliers, chemins lumineux à l’intérieur et à l’extérieur de leurs boutiques, grand bûcher à l’Oelberg avec animations musicales et lâcher de lanternes célestes, balades en autocar ancien, jeu de piste, balades nocturnes aux lampions, etc.

## Personnalités liées à la commune
- Léon Elchinger (1871-1942), céramiste.
- Léon-Arthur Elchinger (1908-1998), évêque de Strasbourg né dans la commune.
- Ignace Hummel (1870-1924), missionnaire et évêque en Afrique (actuel Ghana).
- Biréli Lagrène, guitariste de jazz né à Soufflenheim.